# North Eleuthera District
North Eleuthera District (engelska: North Eleuthera) är ett distrikt i Bahamas. Det ligger i den nordöstra delen av landet, 80 km nordost om huvudstaden Nassau.